# Diane Keaton

Diane Keaton în 2007

Diane Keaton (n. Diane Hall, 5 ianuarie 1946, Los Angeles, California) este o actriță americană de film, regizor și producător, fotograf, dezvoltator imobiliar, autor și cântăreață, laureată în 1978 cu premiului Oscar, Premiul BAFTA, două premii Globul de Aur, pentru rolul  titular din pelicula Annie Hall, regia Woody Allen și premiul AFI Life Achievement Award.

## Biografie
Este și regizor, producător și scenarist. Și-a început cariera pe scenă, iar pe marele ecran și-a făcut debutul în 1970. Primul ei rol major de film a fost Kay Adams-Corleone în Nașul (1972). Filmele care au consacrat-o însă au fost Play It Again, Sam, Sleeper (1973) and Love and Death (1975). Acesta a fost momentul în care Diane Keaton și-a consolidat imaginea de comediant atât pentru public, cât și pentru critica de specialitate. Pentru că a dorit să fie un actor complet, nu a evitat să apară și în roluri dramatice. Pe lângă cariera artistică, este și un bun fotograf, dezvoltator imobiliar și cântăreață ocazional.

## Filmografie
| Year | Title                                     | Role                | Notes      |
| ---- | ----------------------------------------- | ------------------- | ---------- |
| 1970 | Lovers and Other Strangers                | Joan Vecchio        |            |
| 1971 | Men of Crisis: The Harvey Wallinger Story | Renata Wallinger    | Short film |
| 1972 | The Godfather                             | Kay Adams           |            |
| 1972 | Play It Again, Sam                        | Linda Christie      |            |
| 1973 | Sleeper                                   | Luna Schlosser      |            |
| 1974 | The Godfather Part II                     | Kay Adams Corleone  |            |
| 1975 | Love and Death                            | Sonja               |            |
| 1976 | I Will, I Will... for Now                 | Katie Bingham       |            |
| 1976 | Harry and Walter Go to New York           | Lissa Chestnut      |            |
| 1977 | Annie Hall                                | Annie Hall          |            |
| 1977 | Looking for Mr. Goodbar                   | Theresa Dunn        |            |
| 1978 | Interiors                                 | Renata              |            |
| 1979 | Manhattan                                 | Mary Wilkie         |            |
| 1981 | The Wizard of Malta                       | Narrator            |            |
| 1981 | Reds                                      | Louise Bryant       |            |
| 1982 | Shoot the Moon                            | Faith Dunlap        |            |
| 1984 | The Little Drummer Girl                   | Charlie             |            |
| 1984 | Mrs. Soffel                               | Kate Soffel         |            |
| 1986 | Crimes of the Heart                       | Lenny Magrath       |            |
| 1987 | Radio Days                                | New Years Singer    |            |
| 1987 | Baby Boom                                 | J.C. Wiatt          |            |
| 1988 | The Good Mother                           | Anna Dunlop         |            |
| 1989 | The Lemon Sisters                         | Eloise Hamer        |            |
| 1990 | The Godfather Part III                    | Kay Adams Michelson |            |
| 1991 | Father of the Bride                       | Nina Banks          |            |
| 1993 | Manhattan Murder Mystery                  | Carol Lipton        |            |
| 1993 | Look Who's Talking Now                    | Daphne              | Voice      |
| 1995 | Father of the Bride Part II               | Nina Banks          |            |
| 1996 | The First Wives Club                      | Annie Paradis       |            |
| 1996 | Marvin's Room                             | Bessie Wakefield    |            |
| 1997 | The Only Thrill                           | Carol Fitzsimmons   |            |
| 1999 | The Other Sister                          | Elizabeth Tate      |            |
| 2000 | Hanging Up                                | Georgia Mozell      |            |
| 2001 | Town & Country                            | Ellie Stoddard      |            |
| 2001 | Plan B                                    | Fran Varecchio      |            |
| 2003 | Something's Gotta Give                    | Erica Barry         |            |
| 2005 | Terminal Impact                           | Narrator            |            |
| 2005 | The Family Stone                          | Sybil Stone         |            |
| 2007 | Because I Said So                         | Daphne Wilder       |            |
| 2007 | Mama's Boy                                | Jan Mannus          |            |
| 2008 | Mad Money                                 | Bridget Cardigan    |            |
| 2008 | Smother                                   | Marilyn Cooper      |            |
| 2010 | Morning Glory                             | Colleen Peck        |            |
| 2012 | Darling Companion                         | Beth Winter         |            |
| 2013 | The Big Wedding                           | Ellie Griffin       |            |
| 2014 | And So It Goes                            | Leah                |            |
| 2014 | 5 Flights Up                              | Ruth Carver         |            |
| 2015 | Love the Coopers                          | Charlotte Cooper    |            |
| 2016 | Finding Dory                              | Jenny               | Voice      |
| 2017 | Hampstead                                 | Emily Walters       |            |
| 2018 | Book Club                                 | Diane               |            |
| 2019 | Poms                                      | Martha              |            |
| 2020 | Father of the Bride, Part 3(ish)          | Nina Banks          | Short film |
| 2020 | Love, Weddings & Other Disasters          | Sara                |            |

- Annie Hall (1977)
- Manhattan (1979)
- Zilele radioului (1987)
- Misterul crimei din Manhattan (1993)
- Haos de Crăciun (2015)